# Сокільники (місцевість)
Сокільники (Сокільники) — місцевість, колишній урбанонім Харкова, що розташований на північ від центру міста в Лісопарку, також включав так зване елітне селище приватної забудови та обмежувався на півдні Центральним парком, на сході — Харківським шосе, на півночі — меморіалом і на заході — Основ'янським водосховищем.
5 лютого 2025 року Сокільники виключені з переліку урбанонімів Харкова, оскільки в Єдиному адресному реєстрі міста відсутні дані про тип, протяжність та інші характеристики місцевості.